# Гоэрик (епископ Меца)
Гоэрик (Аббон I; Goëri, Goeric, Goericus или Abbon; умер около 18 сентября 643) — двадцать восьмой епископ Меца (около 629 — около 643). Католический святой. Днём его памяти является 19 сентября.

## Биография
Гоэрик родился, вероятно, между 565 и 575 годом. Как возможный отец Сигебо, 34-го епископа Меца, он происходил из семьи Ансбертина из Альби. В некоторых жизнеописаниях святых Гоэрик назван сыном Гамарда, братом сенатора Ансберта и внуком знаменитого сенатора Тонантия Ферреола. Таким образом, он являлся родственником предков Арнульфингов.
Гоэрик был женат и имел двух дочерей. В молодости он был солдатом, а затем стал управляющим в Альби. Есть сведения, что его военная карьера приходилась на правление короля Дагоберта I, но это вряд ли возможно хронологически: Дагоберт I стал королём в 629 году, тогда же, когда и Гоэри занял епископскую кафедру. Тем не менее под именем Аббо, Гоэри фигурирует в завещании Дагоберта I, составленном в 636 году.
Согласно преданию, ослепший Гоэрик был вылечен чудесным приложением камня с кровью мученика Стефана. Другая традиция говорит, что прозрение произошло в процессе паломничества в храм, посвященный этому мученику, расположенный в городе Мец, где тогда епископом был дядя Гоэрика, святой Арнульф.
Гоэрик был рукоположён в сан священника Арнульфом Мецким, которого он сменил на епископской кафедре в 629 году (по другим данным, в 625, 627 или 628 году).
В качестве епископа он заставил перенести останки своего предшественника в 641 году в церковь Святых апостолов Меца. Он также построил церковь Святого Петра и аббатство Эпиналь для двух своих дочерей: Преции и Викторины.
Он поддерживал переписку с епископом Кагора Дидье; сохранились до наших дней несколько таких писем.
Он умер в 643 году (по другим данным, в 642, 644 или 19 сентября 647 года).
В X веке мощи Гоэрик (за исключением головы) были перенесены в аббатством Сен-Семфорьен в Эпинале. Это событие отмечается здесь 15 апреля.
Гоэрик — святой покровитель города Эпиналь, который был важным местом паломничества в Средневековье. Картина 1725 года, сохраненная в базилике святого Маврикия д’Эпиналь изображает Гоэрика с двумя дочерьми.